# La Charge des lanciers (film, 1954)
Pour les articles homonymes, voir La Charge des lanciers (homonymie).
Pour plus de détails, voir Fiche technique et Distribution.
La Charge des lanciers (Charge of the Lancers) est un film américain réalisé par William Castle, sorti en 1954.

## Synopsis
Alors que la guerre de Crimée fait rage, le capitaine britannique Eric Evoir et le major Bruce Lindsey sont envoyés au front pour protéger un canon top-secret capable de faire exploser les murs d'un fort russe voisin. Lindsey est malheureusement capturé par des soldats Russes, qui le soumettent à des interrogatoires brutaux. C'est à Evoir de le sauver. En chemin, il rencontre une belle gitane et entame une liaison aussi intense que la guerre elle-même sans perdre de vue la libération de son ami.

## Fiche technique
- Titre original : Charge of the Lancers
- Titre français : La Charge des lanciers
- Réalisation : William Castle
- Scénario et histoire : Robert E. Kent
- Direction artistique : Paul Palmentola
- Photographie : Henry Freulich
- Montage : Henry Batista
- Musique : Arthur Morton (non crédité)
- Production : Sam Katzman
- Société de production et de distribution : Columbia Pictures
- Pays d'origine : États-Unis d’Amérique
- Langue : anglais
- Genre : Film d'aventure
- Format : couleur (Technicolor) – 35 mm – 1,37:1 – Son : mono
- Durée : 73 minutes
- Date de sortie :
  - États-Unis : février 1954

## Distribution
- Paulette Goddard : Tanya
- Jean-Pierre Aumont : Capitaine Eric Evoir
- Richard Stapley : Major Bruce Lindsey
- Karin Booth : Maria Sand
- Charles Irwin : Tom Daugherty
- Ben Astar : Général Inderman
- Lester Matthews : Général Stanhope
- Gregory Gaye : Caporal Bonikoff
- Ivan Triesault : Docteur Manus
- Louis Merrill : Colonel Zeansky
- Tony Roux : Asa
- Fernanda Eliscu : Keta